# Alçabulaq
Alçabulaq è un comune dell'Azerbaigian situato nel distretto di Yardımlı. Conta una popolazione di 820 abitanti.